# Xerolycosa sansibarina
Xerolycosa sansibarina là một loài nhện trong họ Lycosidae.
Loài này thuộc chi Xerolycosa. Xerolycosa sansibarina được Carl Friedrich Roewer miêu tả năm 1960.